# 아르가우 남부 철도
아르가우 남부 철도(독일어: Aargauische Südbahn)는 스위스의 옛 철도 회사이다. 1873년과 1882년 사이에 스위스 중앙 철도(SCB)과 스위스 북동부 철도(NOB)이 공동으로 고트하르트 철도에 연결 노선을 건설했다. 이 노선은 SCB에서 운영했으며 루퍼스빌에서 이멘제까지 운행했다. 분기 노선은 볼렌에서 브렘가르텐까지 그리고 헨드쉬켄에서 브루크까지 이어졌다.

## 역사
다음 순서로 노선이 개설되었다.
- 1874년 6월 23일: 루퍼스빌 – 렌츠부르크 – 헨드쉬켄 - 볼렌
- 1875년 6월 1일: 볼렌 - 무리
- 1876년 9월 1일: 볼렌 – 브렘가르텐 서
- 1881년 12월 1일: 인스 - 이멘제
- 1882년 6월 1일:  헨드쉬켄 - 브루크
- 1902년에 아르가우 남부 철도(SCB 및 NOB와 함께)는 스위스 연방 철도의 일부가 되었다.